# Prisioneros de larga duración no convertidos
Prisioneros de larga duración no convertidos es el término norcoreano para los leales del norte encarcelados en Corea del Sur que nunca renunciaron al Juche. El gobierno de Corea del Norte los considera "luchadores patrióticos pro-reunificación", mientras que los académicos surcoreanos los han descrito como "espías pro-comunistas".

## Historia
En marzo de 1998, el presidente de Corea del Sur, Kim Dae-jung, declaró una amnistía para los presos de larga duración mayores de 70 años, así como para algunos que padecen enfermedades. En febrero de 1999, el presidente Kim declaró otra amnistía para 17 presos de larga duración no convertidos. En 2000, como parte de la Declaración Conjunta Norte-Sur del 15 de junio, se permitió a sesenta y tres de los prisioneros establecerse en Corea del Norte. Había esperanzas de que Corea del Norte correspondiera al liberar a los prisioneros de guerra del Sur que aún estaban detenidos en el Norte. Varios de ellos dejaron a familiares en el sur; El Ministerio de Unificación del Sur se negó a permitir que los miembros de la familia fueran al norte con ellos. Cruzaron la frontera en autobús a través de la aldea de tregua de Panmunjom a las 10 de la mañana del 2 de septiembre de 2000, mientras un grupo de manifestantes del sur condenó su regreso y exigió que el regreso del Norte secuestrara a sureños; fueron recibidos en el lado norte con una recepción con una banda de música que tocaba canciones revolucionarias, y cada uno recibió más tarde el Premio Nacional de Reunificación.